# Zlatan Ljubijankić
Zlatan Ljubijankić (* 15. prosince 1983, Lublaň, SFR Jugoslávie) je slovinský fotbalový útočník a reprezentant, který působí v japonském klubu Urawa Red Diamonds.
Za rok 2007 byl vyhlášen vítězem ve slovinské anketě Fotbalista roku.

## Klubová kariéra
Ve Slovinsku působil v klubech ND Slovan a NK Domžale. V letech 2008–2012 byl hráčem belgického klubu KAA Gent. V roce 2012 odešel za fotbalovým angažmá do Japonska do týmu Omiya Ardija, kde strávil dva roky. V roce 2014 přestoupil do jiného japonského mužstva Urawa Red Diamonds.

## Reprezentační kariéra
Zlatan Ljubijankić působil ve slovinské mládežnické reprezentaci U21.
V A-mužstvu Slovinska debutoval 28. 2. 2006 na přípravném turnaji Cyprus International Tournament proti domácímu týmu Kypru (výhra 1:0).
Zúčastnil se Mistrovství světa 2010 v Jihoafrické republice, kde Slovinci obsadili se čtyřmi body nepostupovou třetí příčku základní skupiny C. Ljubijankić nastoupil ve všech třech zápasech skupiny (postupně proti Alžírsku, USA a Anglii). Proti USA se gólem podílel na remíze 2:2.